# Irréalisme (philosophie)
L'irréalisme est un concept philosophique exposé pour la première fois par Nelson Goodman dans son ouvrage Ways of Worldmaking et qui recouvre l'épistémologie, la métaphysique et l'esthétique.

## Irréalisme de Nelson Goodman
L'irréalisme est issu des débats entre phénoménisme et physicalisme en épistémologie. Plutôt que de considérer chacun comme préalable à l'autre, Goodman les décrit comme des « versions du monde » alternatives, toutes deux utiles dans certaines circonstances mais aucune capable de saisir l'autre d'une manière entièrement satisfaisante, point sur lequel il met l'accent avec des exemples tirés de la psychologie. Il étend ce pluralisme épistémique à tous les domaines de la connaissance, des systèmes formels équivalents en mathématiques (il est parfois utile de penser les points comme primitifs, parfois, il est plus utile de considérer les lignes comme primitives) aux écoles alternatives d'art (pour certains tableaux penser en termes de précision de représentation est la façon la plus utile de les considérer, pour d'autres ce n'est pas le cas). Cependant, en ligne avec son examen du phénoménisme et du physicalisme, Goodman va au-delà en disant simplement que ce sont des « versions du monde » du monde, à la place il décrit les mondes comme « réalisés en faisant de telles versions ».
Du point de vue métaphysique, l'irréalisme de Goodman est distinct de l'antiréalisme bien que les deux concepts sont souvent confondus. « Nous ne parlons pas en termes de multiples alternatives possibles à un monde réel unique, mais de plusieurs mondes réels ». Il ne fait aucune affirmations concernant la « façon dont le monde est » et qu'il n'y a pas de version primaire du monde c'est-à-dire « aucune vraie version compatible avec toutes les versions véritables ». Comme le dit Goodman, « 
Non seulement le mouvement, ... mais même la réalité est relative ». Il en résulte que Goodman accepte de nombreuses formes de réalisme et d'antiréalisme sans être troublé par les contradictions qui en résultent.

## Autres irréalistes
L'artiste Tristan Tondino a organisé plusieurs expositions intitulées « Irréalité » qui pénètrent d'autres domaines et comprennent la philosophie, les mathématiques, l'ophthalmologie, la science et la politique. Il écrit, « le réalisme est un irréalisme. La réalité est pluralité - nous la créons partiellement - nous devons ouvrir nos univers et nos perceptions à toutes les nouvelles versions qui peuvent promouvoir le concept de droits de l'homme et élargir ses possibilités ». Sur un tableau représentant une chaise et intitulé L'Hégémonie du réel, Tondino a écrit « Que le réel soit considéré comme une fiction ne déroge pas à son hégémonie ».
Le sociologue Nikolas Rose souscrit à l'irréalisme dans son livre Powers of Freedom, bien que son irréalisme diffère de celui de Nelson en étant « technique, non psychologiste, et prolongeant les assertions de Nelson relatives à l'esprit humain comme étant seulement capable d'une compréhension et qu'il s'agit d'une construction bâtie sur elle-même ».

## Autres formes d'irréalisme
Le terme philosophique peut être utilisé dans des sens plus spécifiques ou sans doute plus étroits comme l'« irréalisme des couleurs ».

## Source de la traduction
- (en) Cet article est partiellement ou en totalité issu de l’article de Wikipédia en anglais intitulé « Irrealism (philosophy) » (voir la liste des auteurs).